# Historia de Chile (Jaime Eyzaguirre)
Historia de Chile es un libro escrito por el historiador chileno Jaime Eyzaguirre, que representaba una síntesis global de la interpretación del autor sobre la historia de Chile, que quedó truncada por la muerte del autor en 1968.
El primer tomo apareció en 1965, editado por Zig-Zag. Habla desde la prehistoria hasta la colonización. Su línea es seguir los acontecimientos políticos, otorgando alguna importancia a los temas económicos, sociales y culturales, aunque a modo de historia de casilleros, en donde los diferentes temas no están muy relacionados entre sí.
La gracia de este libro es la interpretación que da Eyzaguirre a la historia de Chile, que es fundamentalmente hispanista y católica, dando una gran preponderancia en la época de la conquista al hidalgo español y en la colonia a la acción de la Iglesia católica, como fundadores de la nacionalidad chilena.
Esta obra estaba destinada a ser uno de los puntos máximos de la historiografía conservadora en Chile, pero un accidente automovilístico impidió a Eyzaguirre completarla.
El segundo tomo y póstumo fue editado igualmente por la editorial Zig-Zag, en 1974, y llegaba a completar el periodo de la independencia, dando una visión más equilibrada del proceso que el que mostraba en su libro "Ideario y ruta de la emancipación chilena".
- Datos: Q5899003